# 밀라네사

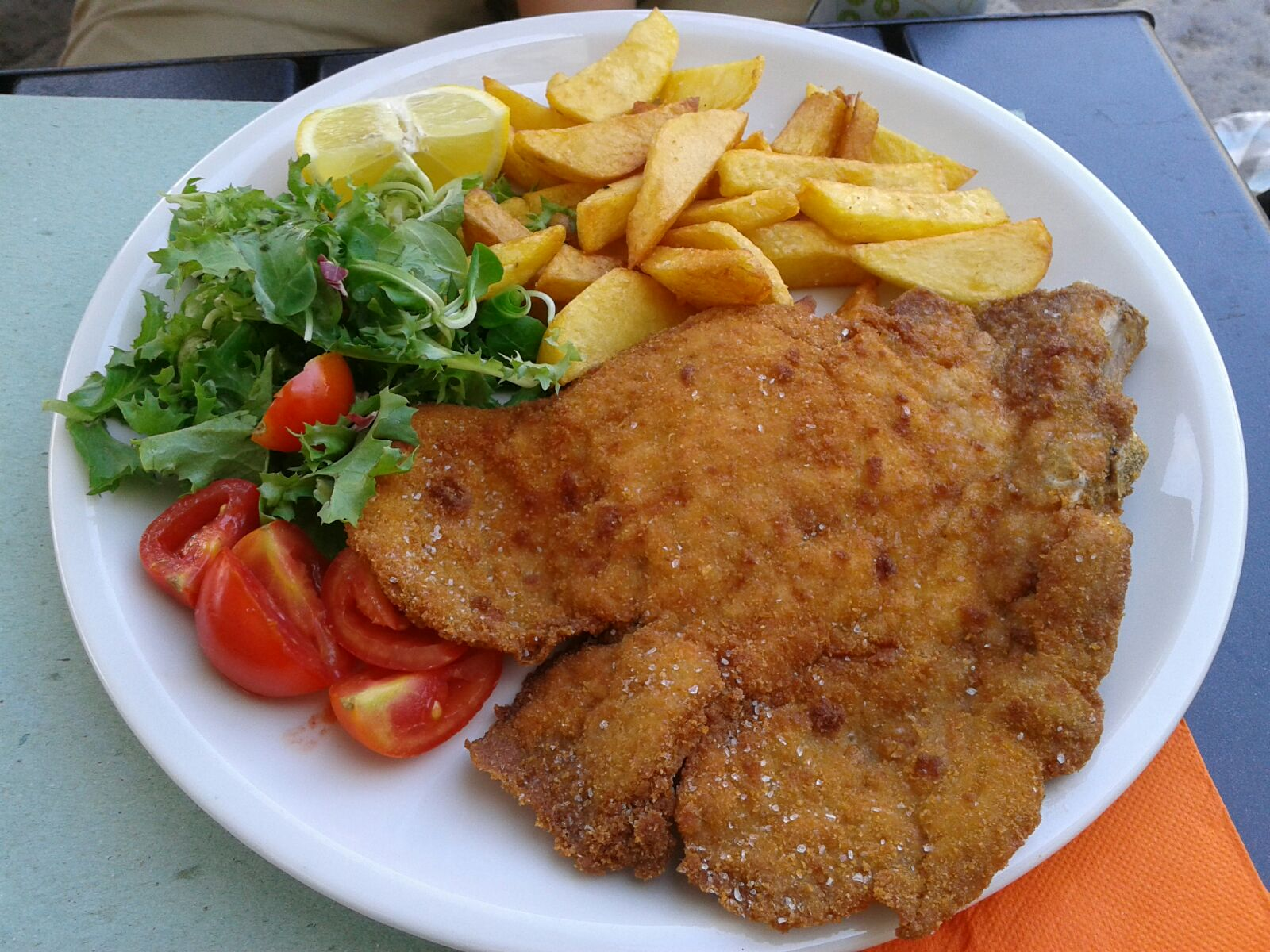
밀라네사

밀라네사 (milanesa)는 빵가루를 입힌 고기 필레의 일반적인 유형이다. 
밀라네사는 1860년부터 1920년사이에 이탈리아의 디아스포라라고 하는 대이동 중 이탈리아 이민자가 코노 수르로 옮겼다. 그 이름은 아마도 오스트리아의 비너 슈니첼과 비슷한 원래의 밀라노의 음식인 코톨레타를 반영했을 것이다. 
밀라네사는 쇠고기, 닭고기, 송아지고기, 때때로 돼지고기, 가지, 템페 또는 콩의 얇은 조각으로 이루어져 있다. 각 조각은 요리된 맛 (파슬리와 마늘처럼)에 따라 소금에 절인 삶은 달걀과 다른 조미료에 담근다. 그런 다음 각 조각을 빵가루 (또는 때로는 밀가루)에 담그어 한 번씩 하나씩 기름에 튀긴다. 어떤 사람들은 기름을 거의 사용하지 않고 오븐에서 더 건전한 대안으로 구워낸다. 비슷한 음식은 치킨 파르미자나이다. 

## 같이 보기
- 아르헨티나 요리
- 오스트리아 요리
- 볼리비아 요리
- 브라질 요리
- 칠레 요리
- 콜롬비아 요리
- 이탈리아 요리
- 멕시코 요리
- 파나마 요리
- 파라과이 요리
- 페루 요리
- 폴란드 요리
- 우루과이 요리
- 베네수엘라 요리